# 西勢子
西勢子，原寫為西勢仔，是臺灣彰化縣彰化市的一個地名，位於該市西部，範圍大致包括磚磘里東北部、西勢里不含東南端凸出部分、五權里、忠權里、忠孝里不含南端凸出部分、長樂里北端、興北里北半部、民生里東北部凸出部分的西北半部、萬安里西北角、下廍里西端、新華里、新興里。

## 歷史
台灣清治末期至日治初期，西勢子地區為一街庄，稱為「西勢仔庄」，隸屬於線東堡。該庄北與嘉犁庄、新庄仔庄為鄰，東與牛稠仔庄，南邊為彰化街、西門口庄，西邊為大霞佃庄。
1901年（日治明治三十四年）11月，該庄隸屬於彰化廳。1909年（明治四十二年）10月，改隸屬於臺中廳。1920年（大正九年），該庄改制並雅化為「西勢子」大字，隸屬於臺中州彰化郡南郭庄，大字下有「過溝子」、「西勢子」小字名。1933年12月，彰化街合併南郭庄與大竹庄，升格成為彰化市。
戰後彰化市隸屬於彰化縣，大字亦改制為里。由於都市化發展，西勢子地區東半部已成為彰化市區的一部分。

## 交通
台鐵縱貫線大致以東北—西南走向經過西勢子地區東南部，境內雖未設站，但彰化車站即在東南部邊界外側。該站為海線、山線的交會點，屬一等站，各級列車均有停靠。
國道1號大致以開口向東南的弧形經過本地區中西部，境內未設交流道，最近的是南邉的彰化交流道，由此可快速前往台灣西部各地。
省道台1丙線（金馬路二段～三段）位於國道1號內側，兩者構成大致同心的弧形。該道路為南北向省道在彰化市區西北側的外環道，往東北轉東可至苦苓腳接省道台1線，再至三村莊接省道台14丙線，往南可至和東莊接省道台19線。
縣道138號（彰和路一段）是線西至彰化的道路，東側端點位於西勢子地區中部偏北的縣道134號路口，往西轉西北北可前往和美、線西、彰化濱海工業區線西區。
縣道134號（彰美路一段）是新港至彰化的道路，東側端點位於西勢子地區中部偏東的縣道139號路口，往西北可前往和美、新港。
縣道139號（彰新路一段、自強路、彰新路一段、彰美路一段、民生路）是新港至鹿谷初鄉的道路，大致以縱向經過本地區東部，往西可前往新港，往南可前往彰化市區、南投、集集、鹿谷等地。

## 學校
- 忠孝國小

## 文化資產
- 彰化扇形車庫（縣定古蹟）